# Герасименко Олег Владиславович
Олег Владиславович Герасименко (нар. 10 вересня 1967, Київ) — український дипломат. Надзвичайний і Повноважний Посол України в Чорногорії (з 2022).

## Життєпис
Народилася 10 вересня 1967 року у Києві. У 1994 році закінчив факультет міжнародного права Інституту міжнародних відносин Київського університету імені Тараса Шевченка.
У вересні 1994 року розпочав свою професійну кар'єру у Міністерстві закордонних справ України.
З серпня 1997 року до лютого 2002 року працював у Постійному представництві України при ООН у Нью-Йорку, а з жовтня 2005 року до червня 2009 року — заступником Постійного представника України при міжнародних організаціях у Відні.
З квітня 2002 року до жовтня 2005 року працював керівником відділу та заступником начальника Управління політичного аналізу і планування Міністерстві закордонних справ України.
У червні 2009 року перейшов на роботу до Центру запобігання конфліктам Секретаріату ОБСЄ, де працював до грудня 2014 року на посаді старшого політичного співробітника — керівника підрозділу Південно-Східної Європи.
З січня 2015 року призначений Послом з особливих доручень Департаменту міжнародного права, тимчасово виконував обов'язки директора Департаменту міжнародного права Міністерства закордонних справ України;
З січня 2016 року — працював Послом з особливих доручень Департаменту міжнародних організацій Міністерства закордонних справ України.
У 2016—2017 рр. — керівник Робочої групи із забезпечення членства України в Раді Безпеки ООН;
у 2018—2020 рр. — керівник Робочої групи із забезпечення членства України в Раді ООН з прав людини.
З листопада 2020 року до червня 2022 року обіймав посаду Директора Шостого територіального департаменту Міністерства закордонних справ України.
4 травня 2022 року — призначений Надзвичайним і Повноважним Послом України в Чорногорії.
29 липня 2022 року — вручив Вірчі грамоти Президентові Чорногорії Мило Джукановичу.[джерело?]

## Нагороди
- Орден «За заслуги» III ст. (22 грудня 2021) — За вагомий особистий внесок у зміцнення міжнародного співробітництва України, багаторічну плідну дипломатичну діяльність та високий професіоналізм[7]